# Acidente de balão de ar quente em Praia Grande em 2025
Em 21 de junho de 2025, um balão de ar quente caiu em Praia Grande, Santa Catarina, resultando na morte de oito das 21 pessoas a bordo.
É o acidente de balonismo mais fatal já registrado no Brasil e o mais mortal no mundo desde 2016, quando 16 pessoas morreram após a colisão de um balão de ar quente com linhas de energia próximo a Lockhart, Texas, Estados Unidos.

## Antecedentes
Praia Grande é um município localizado no sul de Santa Catarina, estado da Região Sul do Brasil. Por ser um destino conhecido para a prática do balonismo, é chamada de "Capadócia Brasileira", com cerca de cem voos de balão realizados diariamente. O jornal Clarín informou que os passeios de balão de ar quente são especialmente populares no mês de junho, sendo uma atividade comum entre casais para comemorar o Dia dos Namorados, celebrado em 12 de junho no Brasil.
O balonismo no país é regulamentado pela Agência Nacional de Aviação Civil (ANAC), que exige qualificação específica para pilotos e a manutenção adequada dos equipamentos. No entanto, a própria agência classifica a atividade como de "alto risco" e os voos turísticos em balões não são especificamente regulamentados.
O balão envolvido no acidente possuía uma cesta de seis metros de largura, capacidade para até 24 pessoas, com viagens de 45 minutos que podiam alcançar até mil metros de atitude, ao custo de 550 reais por passageiro. Segundo o portal g1, a empresa responsável era a Sobrevoar Serviços Turísticos, que operava em Praia Grande e possuía autorização para voar. O proprietário afirmou que a empresa seguia todas as normas de segurança e não possuía histórico de acidentes até então, além de ter suspendido voluntariamente as atividades por tempo indeterminado após o desastre.
Esse foi o segundo acidente fatal com balão no Brasil em menos de uma semana. Seis dias antes, um balão sem licença, transportando 35 pessoas, caiu em Capela do Alto, São Paulo, causando a morte de uma mulher de 27 anos que comemorava o Dia dos Namorados com o marido, além de ferir outras onze pessoas. Outro balão caiu próximo à praia de Maresias, no litoral de São Sebastião, São Paulo. Nesse caso, não houve feridos nem danos significativos às residências.

## Acidente
O piloto, que sobreviveu ao acidente, relatou que por volta 8h (UTC-3), cerca de dois minutos após a decolagem, um incêndio na tampa do cilindro de gás teve início, levando-o a reduzir a altitude do balão na tentativa de permitir que os ocupantes saltassem com segurança. No momento do primeiro impacto com o solo alguns passageiros conseguiram saltar. Porém, com a repentina diminuição do peso, o balão voltou a ganhar altitude rapidamente, impedindo que as oito vítimas conseguissem pular a tempo. O balão manteve-se queimando por cerca de três minutos a uma altitude aproximada de 200 metros. Em seguida, a estrutura caiu após ser consumida pelas chamas. O cesto caiu, em chamas, ao lado de uma estrada municipal, a cerca de 100 metros do local onde pousaram os restos do envelope do balão. A queda ocorreu no distrito de Cachoeira, próxima a igreja e ao posto de saúde, em uma área arborizada, a cerca de dois quilômetros do ponto de decolagem. Cerca de trinta bombeiros militares foram mobilizados para o local, com o apoio de diversas viaturas e uma aeronave.
As condições climáticas na região eram estáveis e o céu estava limpo no momento do acidente. Imagens compartilhadas nas redes sociais mostram o balão em chamas e pessoas pulando do cesto.

## Vítimas
Cinco pessoas feridas, incluindo duas com queimaduras de segundo grau, receberam atendimento no Hospital Nossa Senhora de Fátima. Uma testemunha relatou ter visto "uma mulher coberta de lama, em estado de choque, junto a um homem mancando", além de dois corpos no local.
Outras vítimas morreram carbonizadas dentro da cesta, enquanto outras quatro morreram em decorrência da queda. Entre os mortos, estavam dois casais, uma mãe e sua filha, um oftalmologista, uma médica e um patinador artístico. As vítimas eram oriundas de Santa Catarina e do estado vizinho, o Rio Grande do Sul, e a maioria estava na cidade aproveitando o feriado de Corpus Christi.

## Investigação
O secretário de Segurança Pública de Santa Catarina, Flavio Graff, afirmou que as autoridades abriram uma investigação e que os resultados deverão ser divulgados em até trinta dias. Também disse que, segundo a Polícia Civil estadual, o piloto já prestou depoimento e que os sobreviventes também serão ouvidos.
O Centro de Investigação e Prevenção de Acidentes Aeronáuticos (CENIPA), o Corpo de Bombeiros e a Polícia Científica de Santa Catarina também apuram as causas do acidente. A Agência Nacional de Aviação Civil (ANAC) informou que está tomando "as medidas necessárias para apurar a situação da aeronave e da tripulação".
Investigações preliminares indicaram que o incêndio pode ter sido provocado por um maçarico.

## Reações
O governador de Santa Catarina, Jorginho Mello, publicou um vídeo expressando pesar pelas vítimas da tragédia e orientando que a estrutura estadual prestasse o socorro necessário e acompanhasse os desdobramentos da situação.
O presidente do Brasil, Luiz Inácio Lula da Silva, manifestou "solidariedade às famílias das vítimas" por meio de publicação em sua conta na rede social X, colocando "o governo federal à disposição das vítimas" e afirmando que "forças estaduais e municipais" estavam atuando no resgate e atendimento aos sobreviventes.
A Sobrevoar Serviços Turísticos, a Agência Nacional de Aviação Civil (ANAC), o prefeito de Praia Grande, Elisandro Pereira Machado, e o Tribunal de Justiça de Santa Catarina também lamentaram o ocorrido.
O governo de Santa Catarina e a prefeitura de Praia Grande decretaram luto oficial de três dias em pesar às vítimas do acidente.